# Tofsnålstjärt
Tofsnålstjärt (Discosura popelairii) är en fågel i familjen kolibrier.

## Utbredning och systematik
Fågeln förekommer från östra Colombia till östra Ecuador och nordöstra Peru. Den behandlas som monotypisk, det vill säga att den inte delas in i några underarter.

## Status
IUCN kategoriserar arten som livskraftig.